# Departamento de Famaillá
Departamento de Famaillá är en kommun i Argentina.   Den ligger i provinsen Tucumán, i den norra delen av landet, 1 100 km nordväst om huvudstaden Buenos Aires. Antalet invånare är 20 762.
I omgivningarna runt Departamento de Famaillá växer i huvudsak städsegrön lövskog. Runt Departamento de Famaillá är det ganska tätbefolkat, med 96 invånare per kvadratkilometer.